# Ягмурасан ибн Зайян
Ягмурасан ибн Зайян (араб. يغمراسن بن زيان‎, бербер.:ⵢⵖⵓⵎⵔⴰⵙⴻⵏ ⵓ ⵣⵢⴰⵏ (Iɣumrasen U Zyan); 1206—1283, Тлемсен) — вождь берберского племени, эмир Тлемсена, основатель династии Абдальвадидов.

## Биография
Абу Яй И бин Зайян происходил из берберского племени Зенета. Родился в 1206 году. В 1236 году Ибн Зайян захватил власть в городе Тлемсен. Государство Альмохадов было ослаблено и в 1240 году Ибн Зайян перестал признавать власть халифа Марракеша и провозгласил независимость. В течение 8 лет Ягхморасен Ибн Зайян вёл борьбу за независимость против альмохадских халифов. Одержав победу над ними в 1248 году, уже сам начал экспансию против Хафсидов, Маринидов и самих Альмохадов.
Абу Яй И бин Зайян отрицал свое происхождение от пророка Мухаммеда, которое ему приписывали его подданные. Умер Абу Яй И бин Зайян в феврале или марте 1283 года, ему наследовал его сын Абу Сайд Утман I.